# Maida Vale
Maida Vale è un quartiere residenziale centrale di Londra, situato nella Città di Westminster.

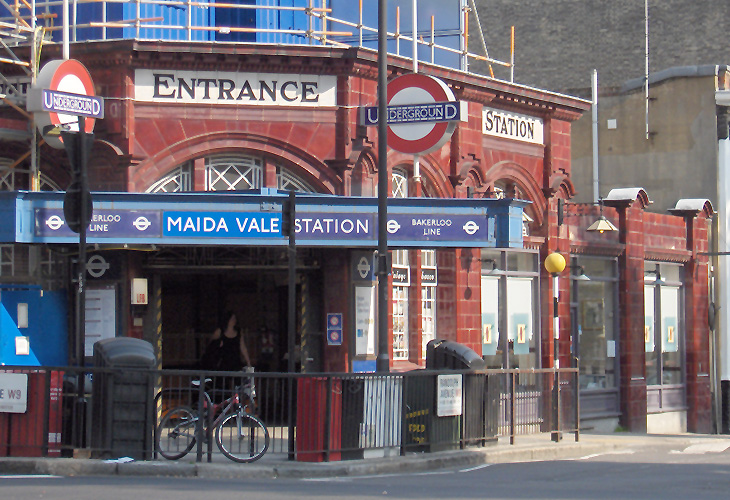
La stazione della metropolitana del quartiere

In questo quartiere hanno sede i famosi studi di registrazione della BBC. Il nome del quartiere fu scelto, con un'assemblea pubblica tra i residenti della zona, nel 1910.
Il nome deriva dal paese Maida in Calabria, Italia dove nel 1806 Sir John Stuart, comandante dell'esercito inglese, sconfisse quello francese nella battaglia di Maida. Per commemorare la vittoria, a Londra, furono scelti il nome di Maida Hill e Maida Vale.
Maida Vale diede i natali al regista cinematografico Terence Fisher e al matematico Alan Turing. 
Nel quartiere vi è anche un'omonima e antica stazione della metropolitana di Londra che è stata inaugurata il 6 giugno del 1915.
La band romana Stradaperta ha intitolato il suo primo album, del 1979, Maida Vale dal nome di una canzone contenuta nell'LP stesso.
Il gruppo di rock progressive Van der Graaf Generator ha registrato per la BBC nel periodo 1971-1976 l'album Maida Vale, che prende il nome dal quartiere di Londra dove venne registrato ed è stato pubblicato nel 1994.